# Акбулак (Маркакольський район)
Акбула́к (каз. Ақбұлақ) — село у складі Маркакольського району Східноказахстанської області Казахстану. Адміністративний центр Акбулацького сільського округу.
Населення — 184 особи (2021; 363 у 2009, 1154 у 1999, 1664 у 1989).
Національний склад станом на 1989 рік:
- казахи — 100 %

Станом на 1989 рік село називалося Горне.